# Peter Sitt
Peter Sitt (* 7. Dezember 1969 in Porz) ist ein ehemaliger deutscher Schwimmsportler. Er wuchs mit seinen Eltern in Kerpen-Horrem auf und trainierte beim Schwimmverein Horrem/Sindorf. 1984 wurde er bei den Jahrgangsmeisterschaften des Deutschen Schwimm-Verbandes „entdeckt“ und startete dann für den SSF Bonn, später dann für den SV Rhenania Köln und trainierte dort bis 1991 unter Gerhard Hetz, 1992 wurde er von Rainer Henkel trainiert. Zu seinen größten Erfolgen zählt der Gewinn der Goldmedaille mit der 4-mal-200-Meter-Freistilstaffel und der Silbermedaille mit der 4-mal-100-Meter-Freistilstaffel bei den Schwimmweltmeisterschaften 1991 in Perth.
Bei den Olympischen Spielen 1988 trat Sitt im Vorlauf mit der 4-mal-200-Meter-Freistilstaffel an, im Finale schwammen Michael Groß und Thomas Fahrner für Sitt und Stefan Pfeiffer und belegten gemeinsam mit Erik Hochstein und Rainer Henkel den dritten Platz. Alle sechs an Vorlauf und Finale beteiligten Schwimmer erhielten die Bronzemedaille.
Peter Sitt ist seit 2013 im Kuratorium der deutschen Sporthilfe aktiv. Nach seiner aktiven Sportlerkarriere arbeitet er als selbstständiger Versicherungsmakler.

## Erfolge
- 1985 dreifacher Jugendeuropameister
- 1987 Europameister mit der 4-mal-200-Meter-Freistilstaffel in Weltrekordzeit und Vizeeuropameister mit der 4-mal-100-Meter-Freistilstaffel
- 1988 Teilnahme bei den Olympischen Spielen; 6. Platz in der 4-mal-100-Meter-Freistilstaffel mit Michael Groß, Thomas Fahrner und Torsten Wiegel;
- 1989 Deutscher Meister über 200 Meter Freistil, Europameister mit der 4-mal-100-Meter-Freistilstaffel und Vizeeuropameister mit der 4-mal-200-Meter-Freistilstaffel
- 1990 Deutscher Meister über 100 Meter Freistil in München
- 1991 Weltmeister mit der 4-mal-200-Meter-Freistilstaffel und Vizeweltmeister mit der 4-mal-100-Meter-Freistilstaffel in Perth (Australien)
- 1992 Teilnahme bei den Olympischen Spielen; 4. Platz mit der 4-mal-200-Meter-Freistilstaffel